# 八森スキー場
八森スキー場（やつもりスキーじょう）は、昭和初期から1970年（昭和45年）まで、日本の宮城県宮城郡宮城町新川、現在の同県仙台市青葉区新川にあったスキー場である。かつては仙台市都心部にもっとも近いスキー場として賑わった。

## 概要
1931年（昭和6年）に東北大学の学生が滑り始めたのが始まりという。それからスキーヤーが訪れるようになった場所に、1935年（昭和10年）または1937年（昭和12年）に栃木県今市の伊藤菊一郎が山小屋を建て、スキーを貸し出してスキー場とした。これを受け、奥羽山脈を貫通する区間が開通して仙山線が全通した1937年（昭和12年）11月10日、新設区間に八ツ森仮乗降場が設けられた。
後に地元の人が組織した観光協会が管理するようになり、延長250メートルのリフト1基、200メートルのロープウェイ1基を備え、多いときには1日2、3千人が利用した。